# جيمس ك. ديفيس
جيمس ك. ديفيس (بالإنجليزية: James C. Davis)‏ هو قاضي ومحامي وسياسي أمريكي، ولد في 17 مايو 1895 في مقاطعة هيرد في الولايات المتحدة، وتوفي في 18 ديسمبر 1981 في أتلانتا في الولايات المتحدة. حزبياً، نشط في الحزب الديمقراطي.

## مناصب
- انتخب مندوب [الإنجليزية]‏ (1948 – 1948).
- انتخب محامي (1931 – 1934).
- انتخب محامي (1928 – 1931).
- انتخب عضو مجلس نواب جورجيا (1924 – 1928).
- انتخب عضو مجلس النواب الأمريكي.